# Saurauia pleurotricha
Saurauia pleurotricha är en tvåhjärtbladig växtart som beskrevs av Friedrich Ludwig Diels. Saurauia pleurotricha ingår i släktet Saurauia och familjen Actinidiaceae. Inga underarter finns listade i Catalogue of Life.